# Augusto César Cunha Carneiro
Augusto César Cunha Carneiro (Porto Alegre, 31 de dezembro de 1922 — Porto Alegre, 7 de abril de 2014) foi um ambientalista do Brasil.

## Biografia
Foi, ao lado de José Lutzenberger, um dos fundadores da Agapan, uma das primeiras associações ecológicas do Brasil, sendo um dos pioneiros do ambientalismo brasileiro. Fundou também a Sociedade Brasileira para a Conservação da Fauna, e a Pangea - Associação Ambientalista Internacional. Foi um dos incentivadores da criação do Parque Estadual de Itapuã e do Parque Estadual da Guarita. Publicou em 2003 o livro História do Ambientalismo, narrando sua experiência pessoal. Recebeu em 2004 o Prêmio Ecologista do Ano José Lutzenberger da Câmara de Porto Alegre.